# Acheilognathus tabira tohokuensis
Acheilognathus tabira tohokuensis is een  straalvinnige vissensoort uit de familie van eigenlijke karpers (Cyprinidae). De wetenschappelijke naam van de soort is voor het eerst geldig gepubliceerd in 2007 door Arai, Fujikawa & Nagata.